# Rivière des Béland
Rivière des Béland är ett vattendrag i Kanada.   Det ligger i provinsen Québec, i den östra delen av landet, 800 km nordost om huvudstaden Ottawa.
I omgivningarna runt Rivière des Béland växer i huvudsak blandskog. Trakten runt Rivière des Béland är nära nog obefolkad, med mindre än två invånare per kvadratkilometer.